# Scopula taifica
Scopula taifica là một loài bướm đêm trong họ Geometridae.